# 大西洋桥
大西洋桥（西班牙語：Puente Atlántico）是巴拿马的一座公路桥，位于加通船闸以北约3（1.9英里），跨越巴拿马运河在大西洋一侧的入海口，连接科隆省首府科隆市与城市西郊。该桥成为继美洲大桥和世纪大桥之后，第三座跨越巴拿马运河的桥梁，而前两座桥梁均位于运河的太平洋一侧，靠近首都巴拿马城。

## 概况
大西洋桥工程由桥梁部分及其两端连接线组成，总长约12（7.5英里），按照美国AASHTO标准设计。其中桥梁部分全长4.8（3.0英里），采用双向四车道标准，主桥为双塔双索面五跨连续混凝土梁斜拉桥，跨径布置为：79+181+530+181+79米，边跨设置1个辅助墩和1个过渡墩。全桥共设128对斜拉索，采用钢绞线制成，索面按扇形布置，每一索面由32对斜拉索组成。大桥主跨530（1,739英尺），是目前世界上主跨径最长的混凝土斜拉桥。标准宽度20.8（68.2英尺），设计行车速度90千米/小时。两座桥塔高212.5（697.2英尺），桥下净空高度75（246英尺）。东、西引桥分别长1,074（3,524英尺）和756（2,480英尺）。

## 历史
2011年6月3日，巴拿马运河管理局宣布，中交公路规划设计院有限公司代表中国交通建设集团（中交集团）与美国路易斯·贝格尔集团组成的联合体中标大西洋桥施工图设计项目，中标金额4,662,352美元。为全部6家竞标单位中的最低价。这是中国企业通过国际公开竞标获得的第一个海外大型桥梁设计项目。其他5家竞标单位的报价分别为：
| 公司                                   | 报价          |
| -------------------------------------- | ------------- |
| TYPSA Principia                        | 4,995,150美元 |
| URS Holdings（URS控股）                | 6,150,021美元 |
| Puente de Colón JV（科隆大桥合资公司） | 7,212,000美元 |
| ARUP（奥雅纳）                         | 8,542,017美元 |
| T. Y. Lin International（林同棪国际）  | 9,669,231美元 |

2012年8月，3家财团获得了大桥施工工程的投标资格：阿驰奥纳-特拉德科联合体（西班牙-墨西哥）、奥德布雷赫特-现代建设联合体（巴西-韩国） 、万喜建筑（法国）。
2012年10月，巴拿马运河管理局与法国万喜建筑签署了大桥的施工合同，总价365,979,472.39美元，而另外2家竞标者的报价分别为：
| 公司                        | 报价               |
| --------------------------- | ------------------ |
| 阿驰奥纳-特拉德科联合体     | 386,619,316.04美元 |
| 奥德布雷赫特-现代建设联合体 | 429,633,298.00美元 |

大桥在被正式命名以前，常用“三桥”或“大西洋侧大桥”来指代。大桥于2013年1月开始施工，原计划工期3年半，2016年中完工，但截至2016年12月，预计完工日期已推迟到2018年中。2019年8月2日，大桥正式举行竣工通车典礼。